# Рождественское (Пермский край)
Рожде́ственское — село в Пермском районе Пермского края России. Входит в состав Юго-Камского сельского поселения.

## Название
Населённый пункт известен с 1738 года как Пизя. Другое название — Россохи.

## География

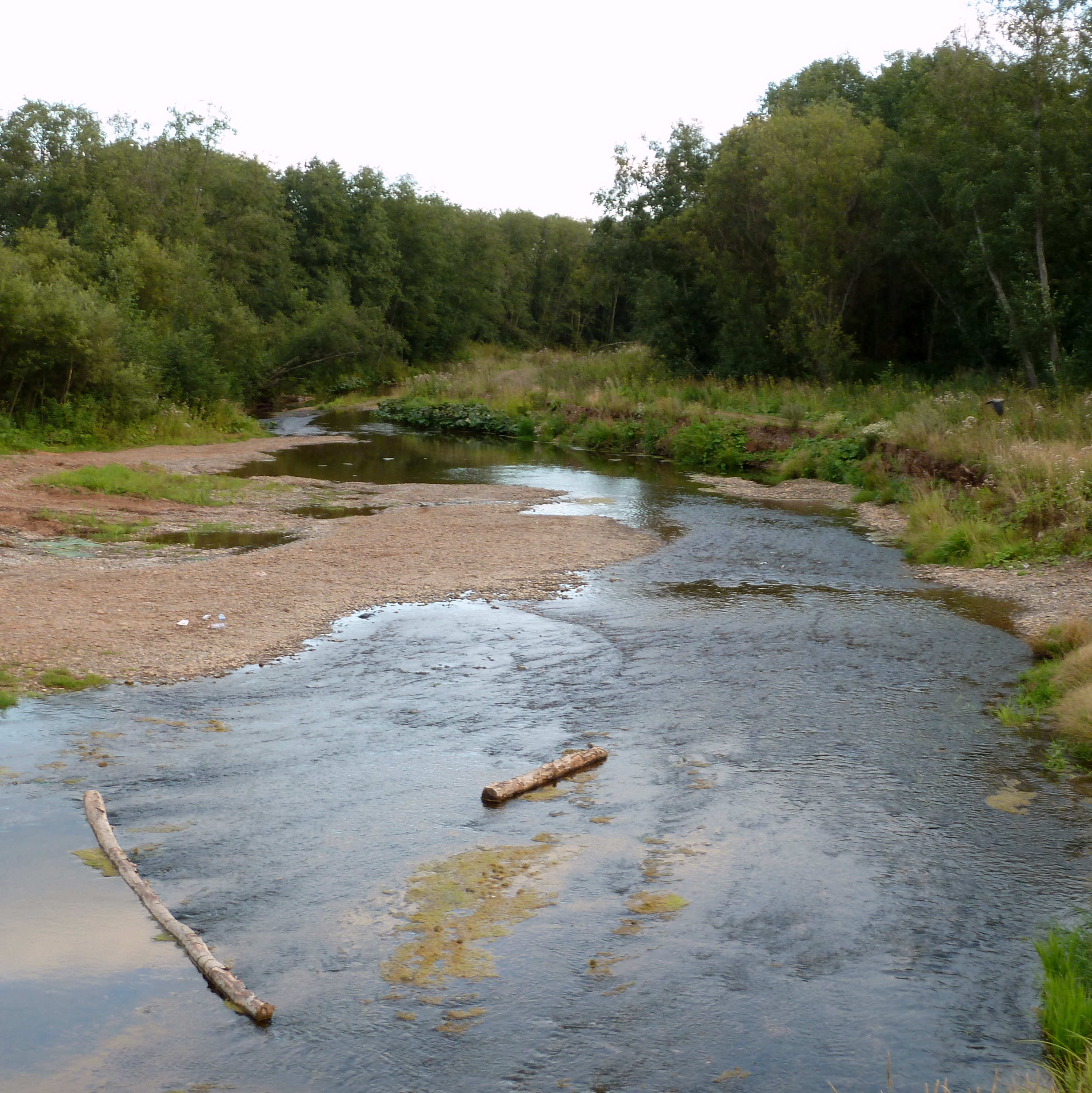
Река Северная в Рождественском

Расположено на левом берегу реки Пизя, при впадении в неё реки Северная, примерно в 22 км к юго-востоку от административного центра поселения, посёлка Юго-Камский.

### Уличная сеть
- 9 Мая ул.
- Заречная ул.
- Заречный пер.
- Зелёная ул.
- Камская ул.
- Лесная ул.
- Логовая ул.
- Молодёжная ул.
- Набережная ул.
- Новая ул.
- Новосельский туп.
- Первомайская ул.
- Революционная ул.
- Садовникова ул.
- Садовый пер.
- Сосновая ул.
- Трактовая ул.
- Труда ул.
- Фронтовиков ул.
- Южная ул.[2]

## История
Известно с 1738 года как деревня. В 1855 году после постройки здесь церкви Рождества Христова стал селом и получил новое название. В 1931 году был образован колхоз «Страна Советов», позднее — им. Хрущева (с 1957 года — «40 лет Октября»). 12 августа 1965 года на его базе был создан совхоз «Рассвет».
Село являлось административным центром Рождественской волости Осинского уезда, а также Рождественского сельского совета (до января 2006 года).

## Население
| 2010 |
| ---- |
| 424  |

## Известные уроженцы, жители
- Илия (Матвеев) (1790—1839) — один из деятельных миссионеров пермского и тобольского (с 1837) края.

## Инфраструктура
Личное подсобное хозяйство с зоной сельскохозяйственного использования, индивидуальная застройка усадебного типа.
Основа экономики — сельское хозяйство.
Рождественская основная школа. Юго-Камский дом культуры, Рождественский клуб. Рождественская сельская врачебная амбулатория

## Транспорт
Ближайшая остановка общественного транспорта «Новый» в соседнем посёлке Новый.

## Топографические карты
- Лист карты O-40-88 Новый. Масштаб: 1 : 100 000. Состояние местности на 1988 год. Издание 1990 г.